# Adriaen van Nieulandt
Adriaen van Nieulandt (Nieulandt, Nieuwelandt, Nieuwlandt, Nieulant, Nieuweland) (Antwerpen, ca. 1586, Amsterdam, begraven op 7 juli 1658), ook Adriaen van Nieulandt de Jonge genoemd ter onderscheid met zijn gelijknamige vader, was een Amsterdamse kunstschilder, tekenaar, prentkunstenaar, decoratieschilder en kunsthandelaar van Zuid-Nederlandse afkomst. Van Nieulandt was voornamelijk actief in Amsterdam, maar ook in zijn geboortestad Antwerpen. Hij was werkzaam in een reeks genres, waaronder historiestukken, portretten, landschappen en stillevens.
Van Nieulandt was vermoedelijk de leermeester van Carel Badens (zoon van Van Nieulandts eigen leermeester Frans Badens) en van zijn jongere broer Jacob van Nieulandt (ca. 1593-1627).
Werk van Van Nieulandt bevindt zich in de collectie van onder meer het Rijksmuseum, het Amsterdam Museum, het Frans Hals Museum, het Mauritshuis, Museum De Fundatie, het Courtauld Institute of Art in Londen en Statens Museum for Kunst in Kopenhagen. Een bekend werk is de Jaarlijkse omgang der leprozen op koppertjesmaandag in Amsterdam (1633), geschilderd in opdracht van de regenten van het Leprozenhuis. Dit schilderij hangt nu in de Schuttersgalerij van het Amsterdam Museum.

## Levensloop
Adriaen van Nieulandt was een zoon van een gelijknamige Antwerpse koopman en Geertruyd Loyson. In 1589, enkele jaren na de val van Antwerpen, vertrok het calvinistische gezin naar Amsterdam. Adriaen was destijds maar een paar jaar oud.
In navolging van hun oom, de kunstschilder Willem van Nieulandt (bijgenaamd Guglielmo Terranova in Italië), werden Adriaen van Nieulandt en zijn broers Willem en Jacob ook schilder. Adriaen was in Amsterdam in de leer bij de schilders Pieter Isaacsz. en de tevens in Antwerpen geboren Frans Badens. Hij ging waarschijnlijk niet op reis naar Italië, zoals zijn broer Willem wel deed.
Zijn in Denemarken geboren leermeester Pieter Isaacsz. stelde hem voor aan het Deense hof. Simon van de Passe gaf hem een opdracht voor 11 schilderijen voor de kapel van Slot Frederiksborg van koning Christiaan IV van Denemarken. Deze schilderijen werden echter verwoest door een brand in 1859.
In 1628 werd hij ook kunstmakelaar en -handelaar. Daarnaast was hij werkzaam als taxateur van kunstwerken.

## Familie
Hij ging op 19 mei 1609, 22 jaar oud, in ondertrouw met Catelynken Raes Thomasdr (1591 - ca. 1645). Ze kregen twaalf kinderen, van wie er acht jong stierven en vier de volwassenheid bereikten. Zijn dochter Abigael trouwde met de schilder Salomon Koninck.
Het gezin woonde aan de Amsterdamse Breestraat, op nummer 5. Het was in die tijd een echte kunstenaarsbuurt. Direct tegenover woonde Rembrandt. Zijn leermeester Pieter Isaacz. woonde twee huizen verderop, maar verhuisde later naar een ander huis in de straat, bij de Sint Antoniesluis.

## Afbeeldingen

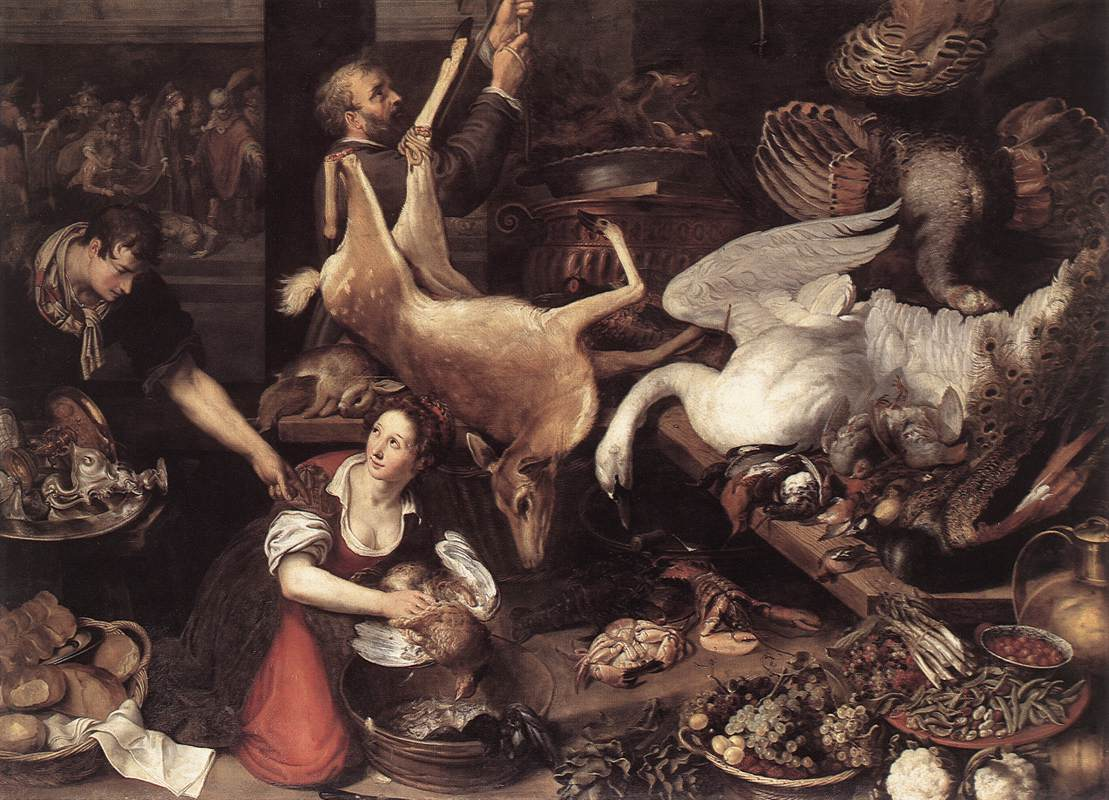
Adriaen van Nieulandt: Keukenscène, 1616
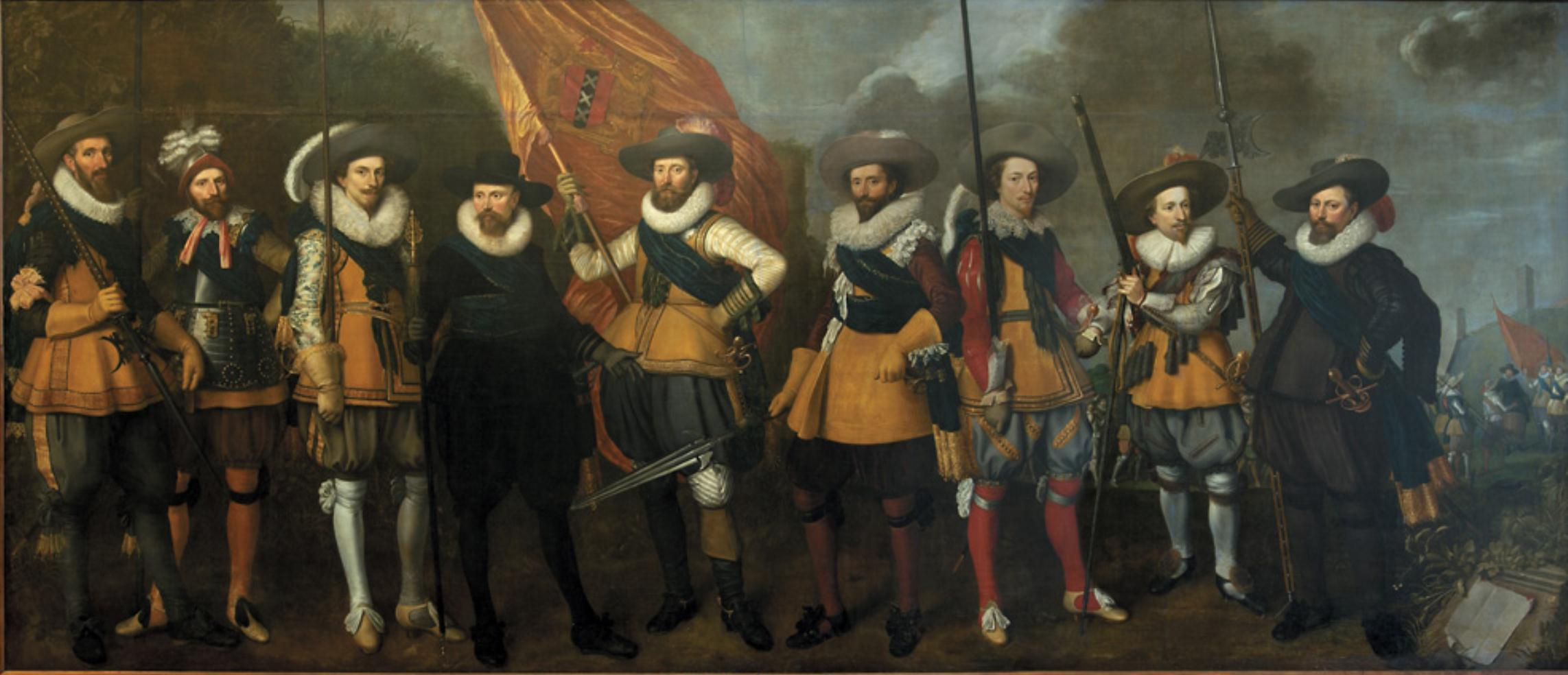
Nicolaes Lastman en Adriaen van Nieulandt: Schutters van het vendel van kapitein Abraham Boom en luitenant Oetgens van Waveren, 1623
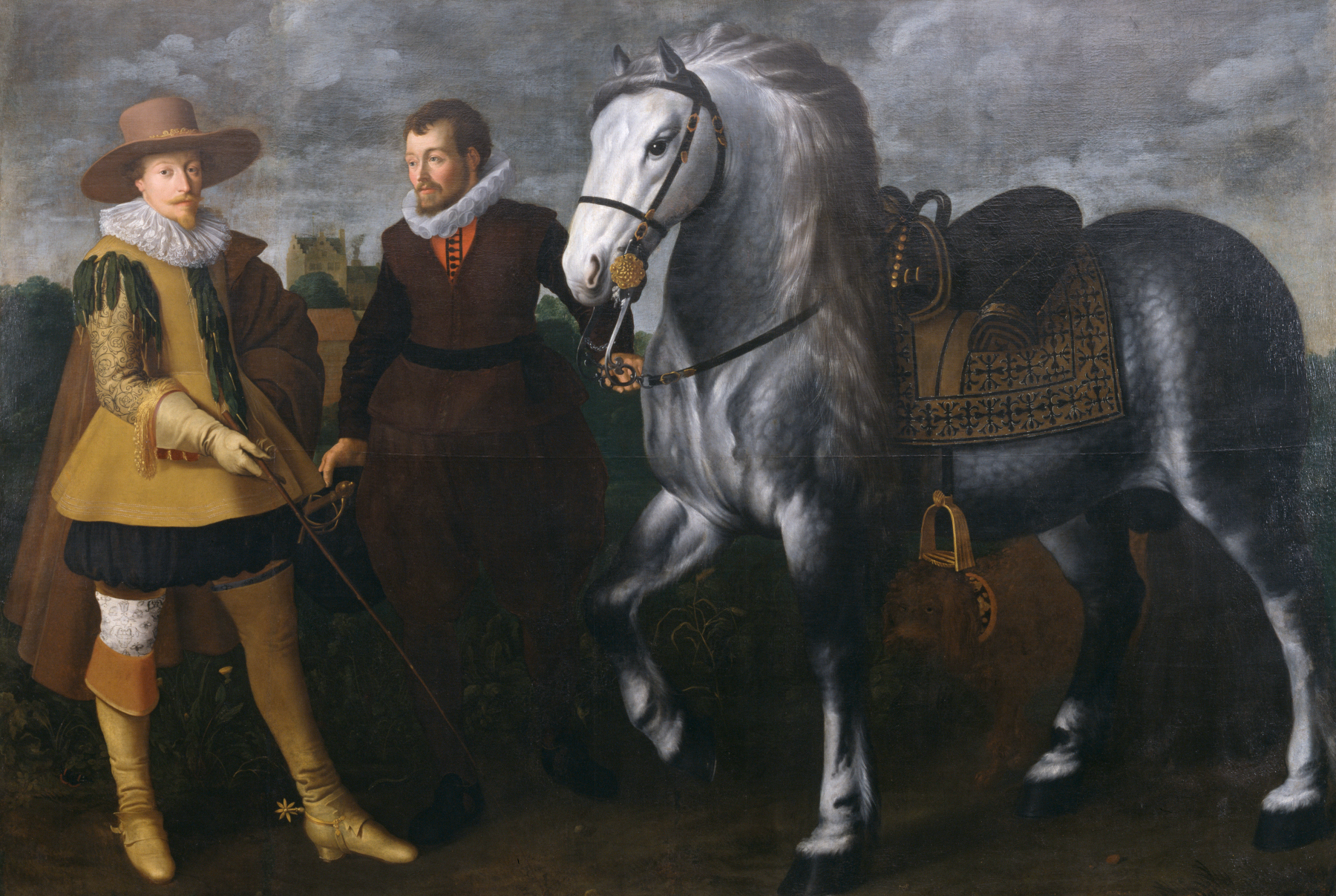
Adriaen van Nieulandt: Prins Maurits van Oranje met zijn paard en stalknecht, 1624
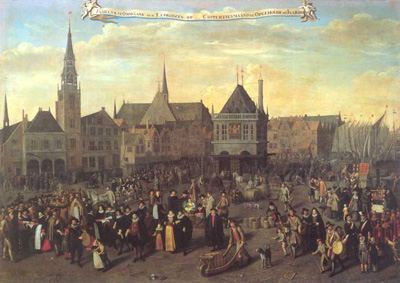
Adriaen van Nieulandt: Jaarlijkse omgang der leprozen op koppertjesmaandag in Amsterdam, 1633
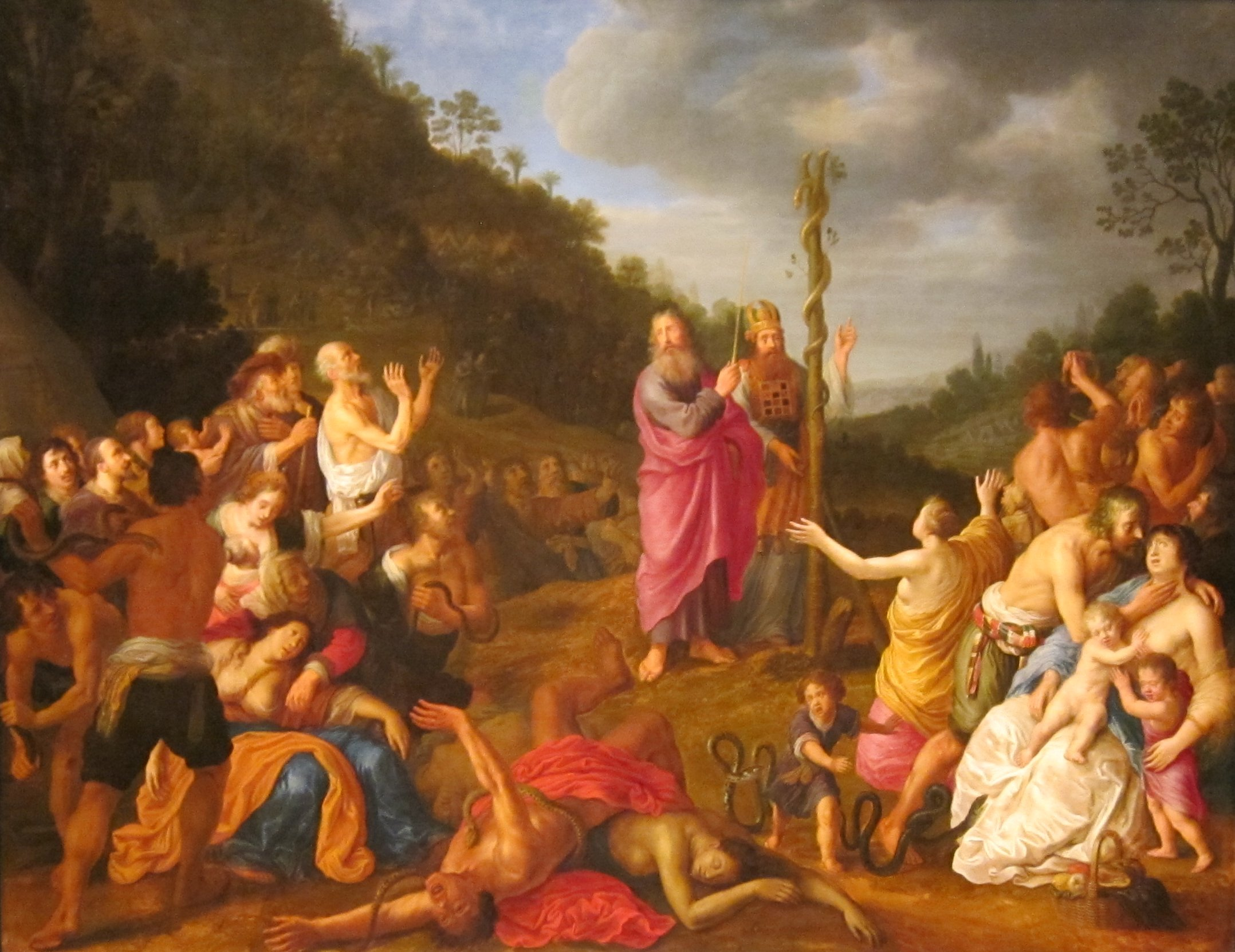
Adriaen van Nieulandt: Mozes en de koperen slang, 1640
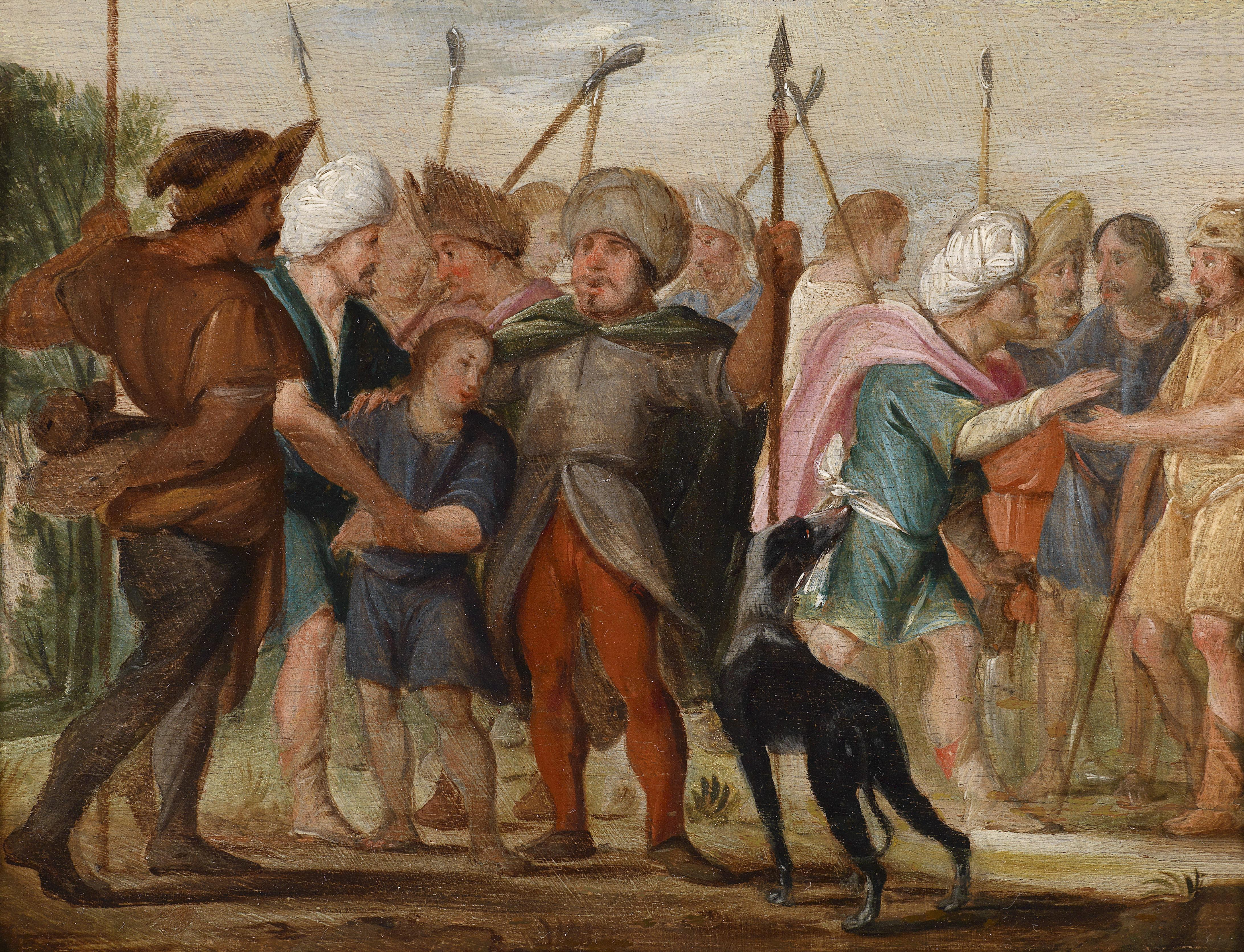
Adriaen van Nieulandt: Jozef wordt door zijn broers verkocht, jaren 1650

- Biografisch Portaal: 13517697
- Gemeinsame Normdatei: 133572846
- International Standard Name Identifier: 0000 0000 6631 4206
- Nederlandse Thesaurus van Auteursnamen: 089175298
- RKD-Nederlands Instituut voor Kunstgeschiedenis: 59514
- Union List of Artist Names: 500009918
- Virtual International Authority File: 55340565
- WorldCat: E39PBJdRyXpBtXkrbPThdH97HC